# César González Navas
César González Navas (Móstoles, Madrid, 14 de febrer de 1980) és un futbolista professional madrileny que habitualment juga en la posició de defensa central. Actualment juga a les files del FC Rubin Kazan de la Lliga Premier de Rússia.

## Trajectòria
Format a les categories inferiors del Reial Madrid CF, jugà entre 1999 i 2003 al Reial Madrid Castella CF, arribant a disputar 101 partits amb el filial madridista, coincidint amb jugadors com Iker Casillas.
La temporada 2003/04 Navas fitxa pel Màlaga CF, si bé el primer any jugà a les files del filial, arribant al primer equip a la temporada següent. A les files del primer equip, al llarg de dues temporades i mitja, Navas disputà 49 partits a primera divisió i 14 a Segona, essent cedit al mercat d'hivern de la temporada 2006/07 al Gimnàstic de Tarragona, on jugà 19 partits i anotà 2 gols.
L'agost de 2007 fitxa pel Racing de Santander, equip amb el qual disputà 2 temporades abans de ser traspassat al FC Rubin Kazan de la Lliga Premier de Rússia, on aconseguiria guanyar el títol lliguer de 2009, així com l'oportunitat de disputar la Champions League.

## Palmarès
- 1 Lliga Premier de Rússia: 2009 (Rubin Kazan)